# Universitätsarchiv Tübingen
Das Universitätsarchiv Tübingen ist das Archiv der Eberhard Karls Universität Tübingen.

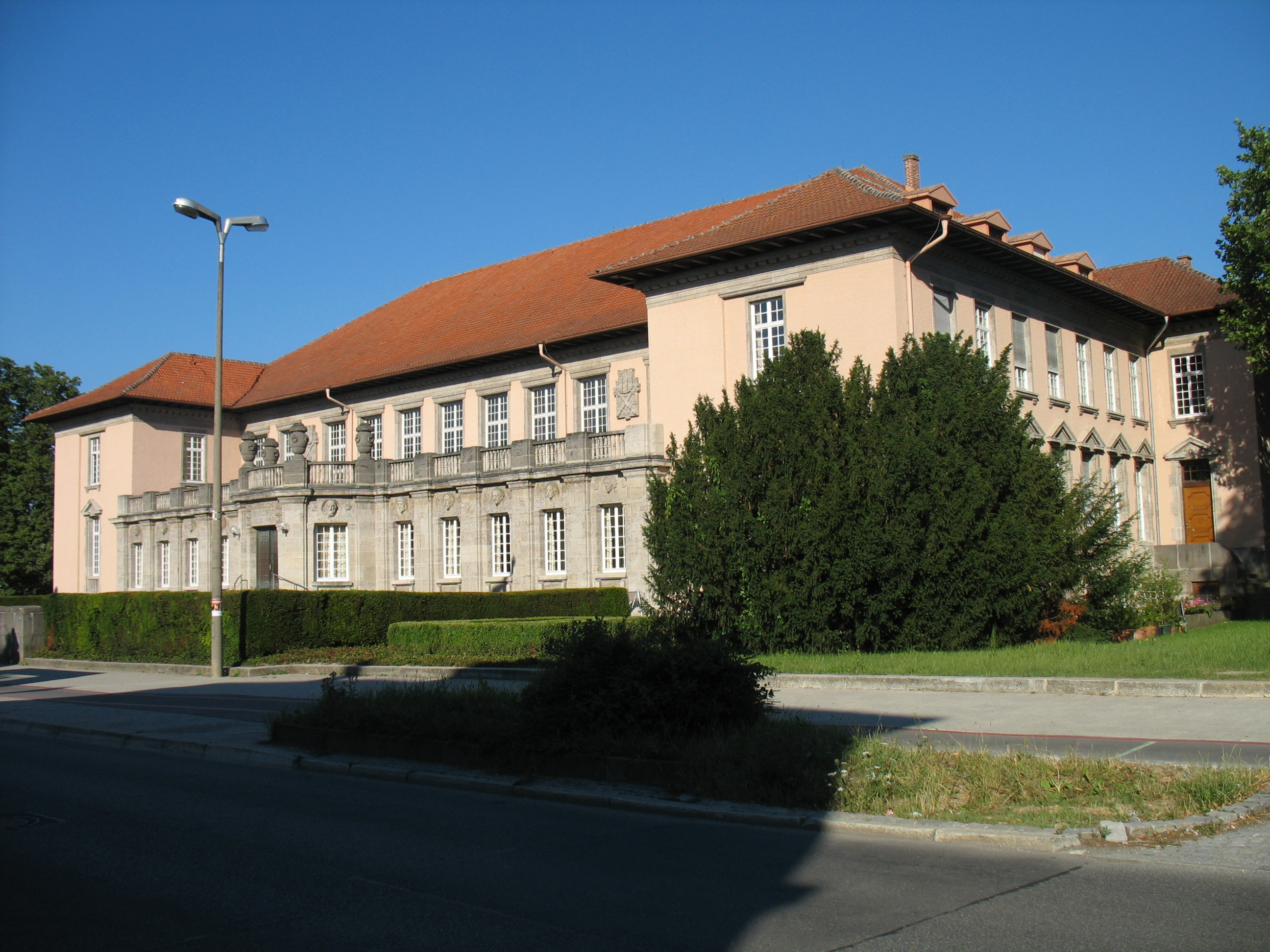
Bonatzbau

Als öffentliches Archiv ist das Universitätsarchiv Tübingen nach dem Landesarchivgesetz Baden-Württemberg für die Unterlagen der Hochschule zuständig. Es ist im Gebäude der Universitätsbibliothek Tübingen untergebracht.

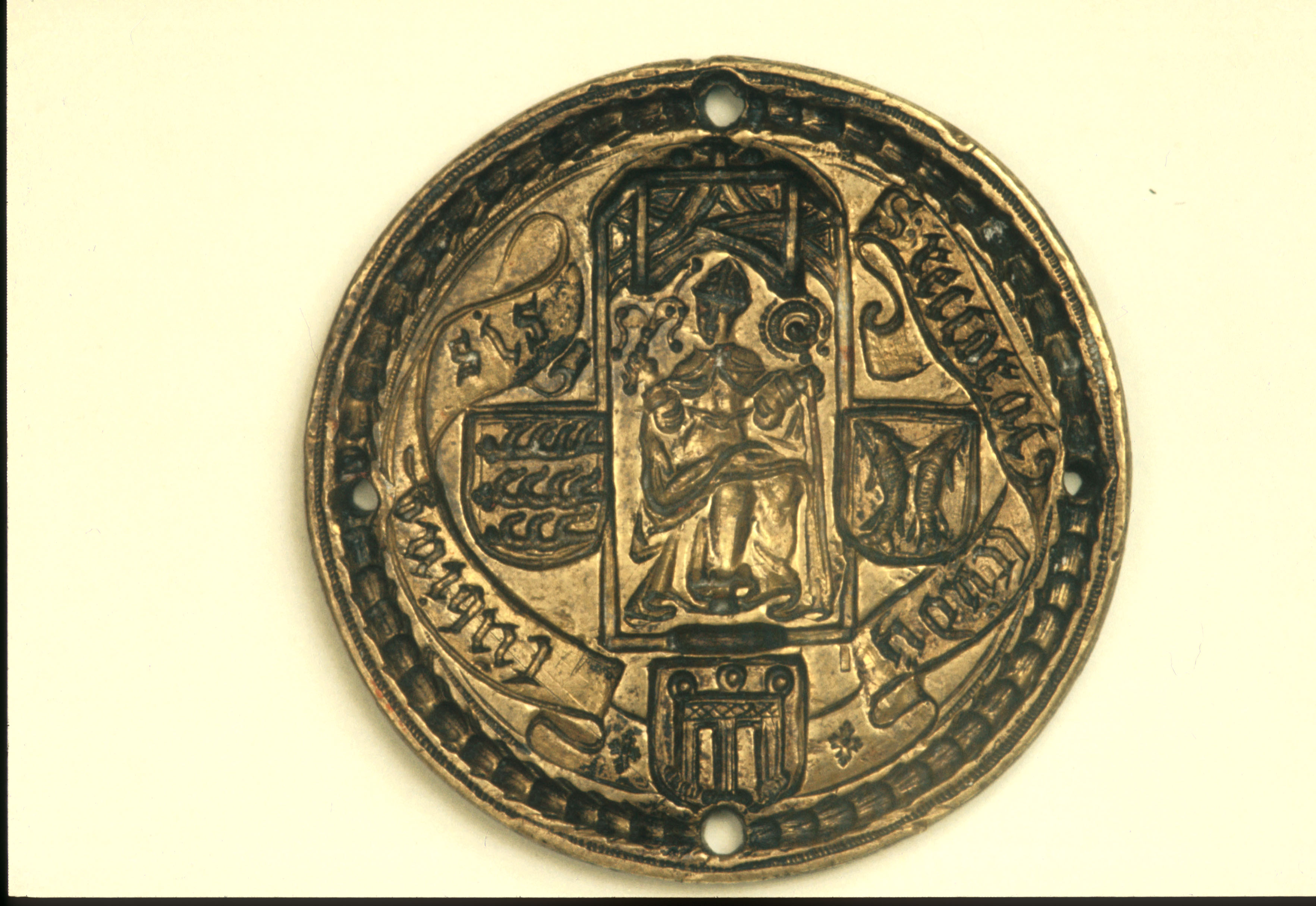
Siegelstempel (Typar) des Rektors der Universität Tübingen, 16. Jahrhundert

Als Gründungsjahr des Archivs kann das Jahr 1865 gelten, als ein Senatsbeschluss das vor 1750 entstandene Schriftgut an die  Universitätsbibliothek überwies. Das Universitätsarchiv war ein eigener Bestand der Handschriftenabteilung, bis es durch Senatsbeschluss vom 4. Juni 1964 unmittelbar dem Rektor unterstellt wurde. Seit 2015 ist es eine Abteilung der Universitätsbibliothek Tübingen.
Mit einem Gesamtumfang von ca. 4000 laufenden Metern ist es eines der größeren Universitätsarchive in Deutschland. Eine Beständeübersicht und zahlreiche Online-Findmittel sind im Internet verfügbar.
Das Universitätsarchiv besitzt auch ergänzende Sammlungen von musealen Objekten deren zeitliches Spektrum von der Frühen Neuzeit bis in die Mitte des 20. Jahrhunderts reichen und vom Museum der Universität Tübingen MUT organisiert werden.
Leiter des Universitätsarchivs:
- Volker Schäfer (1967–1997)
- Johannes Michael Wischnath (1997–2015)
- Regina Keyler (seit 2015)

Vom Universitätsarchiv herausgegebene Schriftenreihen:
- Bausteine zur Tübinger Universitätsgeschichte (Bd. 1/1981 - Bd. 10/2005)
- Werkschriften des Universitätsarchivs Tübingen. Reihe 1: Quellen und Studien (Bd. 1/1977 - Bd. 20/2018)
- Werkschriften des Universitätsarchivs Tübingen. Reihe 2: Repertorien und Kataloge (Bd. 1/1969 - Bd. 17/2010)